# Miral al-Tahawy
Miral al-Tahawy (Tiếng Ả Rập: ميرال الطحاوي), tên khác Miral Mahgoub, là một tiểu thuyết gia và nhà văn truyện ngắn người Ai Cập từng đoạt giải thưởng. Bà có lí lịch xuất thân từ nhóm người Bedouin bảo thủ và được coi là một đại diện của văn học tiên phong. Washington Post đã từng miêu tả bà là "nhà tiểu thuyết đầu tiên trình bày cuộc sống của người Bedouin Ai Cập vượt ra ngoài khuôn mẫu, minh họa cho cuộc khủng hoảng của phụ nữ Bedouin và sự thôi thúc họ giành lại tự do."

## Tiểu sử
Bà được sinh ra trong một ngôi làng ở Sharqia Governorate phía đông vùng đồng bằng sông Nile. Gia đình Bedouin của bà thuộc bộ tộc al-Hanadi. Al-Tahawy là con út trong số bảy người con. Bà đã tuyên bố rằng người cha suy nghĩ tiến bộ của bà có trách nhiệm rất lớn về việc bà được tiếp xúc với nền giáo dục, bất chấp những hạn chế của xã hội Bedouin truyền thống, đặc biệt là đối với phụ nữ. Bà đã lấy được tấm bằng cử nhân chuyên ngành văn học Ả Rập từ Đại học Zagazig  và sau đó trở thành giáo viên, giúp bà tránh phải kết hôn sớm. Sau đó, bà tiếp tục theo học tại Đại học Cairo, chuyển đến thành phố sống năm 26 tuổi. Điều này khiến bà lâm vào cuộc xung đột trực tiếp với gia đình bà và bà cũng đã phải trải qua một giai đoạn khó khăn để thích nghi với cuộc sống của thủ đô. Mặc dù vậy, cuối cùng bà đã kiếm được bằng Thạc sĩ và Tiến sĩ tại Đại học Cairo và học qua nhiều thứ tiếng: tiếng Ả Rập cổ điển, tiếng Do Thái, tiếng Ba Tư và tiếng Anh.
Al-Tahawy phát hành quyển sách đầu tiên là tuyển tập truyện ngắn vào năm 1995. Bà đã được đăng ký bởi Hosni Soliman, chủ sở hữu của Dar Sharqiyyat và nhà xuất bản của một số tác phẩm văn học Ai Cập được đánh giá cao nhất trong những năm 1990. Cuốn tiểu thuyết đầu tiên Al-Khibaa (Túp liều) phát hành vào năm 1996, tiếp đó là Al-Badhingana al-zarqa (Cà tím màu xanh biếc) vào năm 1998 và Naquarat al-Zibae (Bản nhạc của Gazelle) năm 2008.
Năm 2007, al-Tahawy chuyển đến Mĩ. Bà phục vụ với tư cách là một trợ lý cho giáo sư trong bộ phận ngoại ngữ tại Đại học Bang Appalachian ở Bắc Carolina. Bà cũng là điều phối viên chương trình tiếng Ả Rập cho trường. Bà hiện là phó giáo sư tại Đại học Bang Arizona.
Quyển sách gần đây nhất của Al-Tahawy Brooklyn Heights được xem như thành công về mặt phê bình. Quyển sách đã giành được Huân chương Văn học Naguib Mahfouz năm 2010, đồng thời được đề cử cho Giải thưởng sách Ả Rập 2011.
Tác phẩm của bà đã xuất hiện trong hai bài báo của tạp chí 'Banipal' '(2002, 2007). Các tác phẩm cũng đã được dịch ra nhiều thứ tiếng như tiếng Anh, tiếng Đức, tiếng Ý, tiếng Tây Ban Nha, tiếng Hà Lan, tiếng Đan Mạch, tiếng Na Uy, tiếng Urdu và tiếng Hindi.
Al-Tahawy có một con trai. Bà còn có tên khác là Miral Mahgoub.

## Tác phẩm
- The Tent, biên dịch bởi Anthony Calderbank
- Blue Aubergine, biên dịch bởi Anthony Calderbank
- Gazelle Tracks, biên dịch bởi Anthony Calderbank
- Brooklyn Heights, biên dịch bởi Samah Selim